# Batalla de Flórina
La batalla de Flórina, la batalla de Lerin, o l'ofensiva de Chegan va ser una operació ofensiva de l'exèrcit búlgar durant la Primera Guerra Mundial, entre el 17 i 28 d'agost de 1916.
Els búlgars van conquerir la ciutat de Flórina (actualment grega, però en Bulgària és coneguda com a Lerin), però no van poder prendre Chegan.

## Antecedents
L'agost de 1916, Romania va optar per unir-se al bàndol de la Triple Entesa. Els Aliats van planejar una gran ofensiva al front macedoni per a mitjans d'agost amb la finalitat de donar suport a l'entrada de Romania a la guerra i de destruir tantes forces búlgares com fos possible. L'alt comandament búlgar va suposar una ofensiva imminent, i els combats al voltant del Dòiran que van esclatar el 9 d'agost van confirmar aquestes sospites.
Per la seva banda, els búlgars havien instat una ofensiva en Macedònia des del començament de l'any, i que ara es planejava vagament amb el 1r i 2n Exèrcit Búlgar en els dos flancs aliats.
La batalla de Struma, en el flanc est pel 2n Exèrcit Búlgar (general Georgi Todorov) va ser un gran èxit, sobretot perquè el govern grec va ordenar a les seves tropes de no resistir.

## Inici de les operacions
L'avanç en el flanc dret havia de ser dut a terme pel 1r Exèrcit Búlgar.
Finalment, els alemanys van acordar que calia una ofensiva, i el 12 d'agost el general Boyadzhiev va rebre les seves ordres des del quarter general de l'Heeresgruppe Mackensen (Grup d'Exèrcits «Mackensen»). La missió de l'ala dreta de l'exèrcit, formada per la 8a divisió blindada d'infanteria (quatre brigades i mitja d'infanteria), era avançar i prendre Flórina, mentre que les parts de la 3a divisió havia d'avançar cap a la serralada de Chegan i al poble del mateix nom (actualment conegut com a Agios Athanasios, al nord-oest del llac Vegoritida, en la unitat perifèrica grega de Pel·la). El general Boyadzhiev va acordar per a atacar, però tenia preocupacions pel que fa als resultats finals de l'ofensiva perquè el seu exèrcit s'hauria de dispersar en un front de 140 km i no tenia suficient artilleria pesant ni de campanya. Davant els búlgars eren sis divisions d'infanteria i una de cavalleria contra tres exèrcits serbis.
L'ofensiva va començar el 17 d'agost de 1916, amb l'ocupació búlgara de Flórina i Banitsa. Però l'avanç aviat es va topar amb dificultats i es va alentir considerablement a causa de l'augment de la resistència sèrbia. La lluita va ser especialment forta en les vessants rocoses nues de la muntanya Chegan i dels Monts Voras. Els serbis van ser reforçats constantment amb artilleria nova i tropes fresques gràcies al ferrocarril que arribava al camp de batalla, mentre que els búlgars aviat van començar a esgotar les seves reserves de municions. Això i l'avanç lent va obligar a l'alt comandament de Bulgària a suspendre tots els atacs al 27 d'agost, i va ordenar a les forces d'excavar en les posicions ocupades entre el llac Vegoritida, llac Petron i al llarg de les crestes dels Monts Voras.
Durant els següents dies, les posicions búlgares van ser sotmeses a foc d'artilleria pesant i alguns atacs serbis que van ser rebutjats.

## Conseqüències
L'ofensiva de Chegan, també coneguda com la batalla de Lerin, havia fracassat. No va poder ajudar a Romania, que va entrar en la guerra del costat dels Aliats, ni tampoc va poder aconseguir el seu objectiu militar final de prendre el poble Chegan i el pas al nord del llac Vegoritida.
El general francès Maurice Sarrail començarà a preparar un contraatac contra el 1r Exèrcit de Bulgària, que eventualment es desenvoluparà en la primera batalla de Monastir.
Flórina va ser recuperada pels francesos el 23 de setembre de 1916.